# 過安息香酸
過安息香酸（かあんそくこうさん）とは、過酸の1種で、安息香酸を過カルボン酸にした有機酸である。示性式はC6H5COOOHやC6H5CO3Hで表すことができ、ベンゼン環を持った過酸としては最も単純な構造をしている。

## 合成法
過安息香酸は、安息香酸に過酸化水素を作用させることで合成できる。この方法は、過カルボン酸を合成する一般的な反応と同様である。この他に、過酸化ベンゾイルをナトリウムメトキシドで処理することでも得られる。

## 用途
例えば、C=C二重結合を持った有機化合物に過安息香酸を作用させると、二重結合部分をエポキシドに変換できる。

スチレンに過安息香酸を作用させた場合の反応。上記の条件においてスチレンオキシドが主生成物として得られる。

他にも、例えば、ヨードベンゼンやヨードソベンゼンに過安息香酸を作用させると、ヨードベンゼンやヨードソベンゼンはヨードキシベンゼンになる。これらの反応から判るように、過安息香酸は酸化剤として用いることができる。